# Xanthodes adunca
Xanthodes adunca är en fjärilsart som beskrevs av Felder 1874. Xanthodes adunca ingår i släktet Xanthodes och familjen trågspinnare. Inga underarter finns listade i Catalogue of Life.